# Schieder-Schwalenberg
Schieder-Schwalenberg is een stad en gemeente in de Duitse deelstaat Noordrijn-Westfalen, gelegen in de Kreis Lippe. De gemeente telt 8.355 inwoners (31 december 2020) op een oppervlakte van 60,04 km².

## Indeling van de gemeente

Ortschaften van Schieder-Schwalenberg

### Ortschaften van de stad Schieder-Schwalenberg
De gemeente is officieel in zeven Ortschaften verdeeld. De cijfers achter de plaatsnaam in onderstaande lijst geven het aantal inwoners per Ortschaft weer (stand: 2007).
- Brakelsiek,	1.086
- Lothe,	1.272
- Ruensiek
  - incl. Kreienberg,	108
- Schieder
  - incl. Glashütte,	4.292
- Schwalenberg,	1.669
- Siekholz,	486
- Wöbbel,	1.093

## Geografie, verkeer, infrastructuur
De gemeente ligt in het Wezerbergland, dat bekend is om zijn natuurschoon. 
Schieder ligt aan de Emmer, een noordoostwaarts lopende zijrivier van de 17 à 25 km ten noordoosten en oosten van de gemeente stromende Wezer.  Door Lothe stroomt een zijriviertje van de Emmer, de Niese, die te Schieder in de Emmer uitmondt. In de Emmer is tussen Schieder en het bij die plaats horende dorpje Glashütte ten behoeve van de waterhuishouding en van de kleine waterkrachtcentrale van Schieder in de jaren 2010-2015 een apart kanaal gegraven, dat het rivierwater desgewenst langs i.p.v. door het als recreatieplas gebruikte stuwmeer Emmersee leidt. De rivier de  Emmer zelf  is niet bevaarbaar.

### Buurgemeentes
- Blomberg in het noordwesten
- Lügde en het 5 km daar voorbij gelegen Bad Pyrmont in het noordoosten
- Rischenau, 8 km ten oosten van Schwalenberg, en Falkenhagen, beide gemeente Lügde, in het oosten; negen km ten oosten van Rischenau, aan de Wezer, ligt Polle (Nedersaksen), dat deel uitmaakt van de Samtgemeinde Bodenwerder-Polle
- de in de gemeente Marienmünster gelegen dorpjes Born, Kollerbeck en Kleinenbreden in het zuiden
- Steinheim (Noordrijn-Westfalen) in de Kreis Höxter in het zuidwesten en westen

Het Integrierte ländliche Entwicklungskonzept Südlippe is een samenwerkingsverband tussen de gemeentes Blomberg, Horn-Bad Meinberg, Lügde, Schieder-Schwalenberg en Schlangen. Deze samenwerking strekt zich uit tot vele beleidsgebieden, waaronder economische ontwikkeling, toerisme, landbouw- en milieubeleid.

### Wegvervoer
De belangrijkste verkeersader van de gemeente is de Bundesstraße 239 van Horn-Bad Meinberg in het westen naar Höxter in het zuidoosten.  Via een circa 6 km lange binnenweg in noordwestelijke richting naar Blomberg kan men in die plaats de Bundesstraße 1 nemen. Gaat men daar rechtsaf, dan bereikt men na circa 30 km Hamelen. Rijdt men linksaf, dan bereikt men na circa 37 km de stad Paderborn en enkele kilometers voorbij die stad de Autobahn A33, de het dichtst bij Schieder-Schwalenberg lopende autosnelweg. Bij Wöbbel kruist de B 239 de voor het vrachtverkeer belangrijke Bundesstraße 252, die van Lemgo langs Wöbbel en Brakel (Duitsland) zuidwaarts leidt naar de Bundesstraße 62 bij Göttingen, een dorpje in de Hessische gemeente Lahntal.

### Overig
Het openbaar vervoer in de gemeente is zeer beperkt:
- Schieder beschikt over een klein stoptreinstation[2] aan de spoorlijn Hannover - Hamelen - Altenbeken.
- Van en naar de gemeente bestaan beperkt rijdende buslijnen van en naar Steinheim, Blomberg en Rischenau, gemeente Lügde (alwaar aansluiting op de bus naar Höxter), alsmede naar Bad Pyrmont en Lemgo. In de weekends in het toeristenseizoen worden vanuit Schieder, aanzienlijk vaker dan vanuit andere plaatsen in de wijde omtrek,  busexcursies naar bezienswaardigheden in de omgeving, zoals het Hermannsdenkmal, georganiseerd.

Enkele kilometers ten noordwesten van Schieder ligt een zweefvliegveldje, zie onder Blomberg (Lippe).

## Geschiedenis
In de streek, waarin de gemeente Schieder-Schwalenberg ligt, komen verscheidene plaatsnamen met het naamelement -siek- voor, zoals Brakelsiek. -Siek- is etymologisch verwant met het woord sickern = sijpelen.  Het woord duidt een vochtig en ietwat modderig dal aan.
 Schieder ontstond in de 9e eeuw rondom een kasteel. In de 13e eeuw werd het (vervallen) kasteel opgegeven, en de nederzetting Alt-Schieder naar een lager gelegen locatie verplaatst.
Het binnen de gemeente gelegen Schwalenberg is een oud stadje. Vanaf 1230 was het kasteel van het stadje  het centrum van een in 1100 ontstaan, tot 1230 op een zuidelijker locatie in de gemeente Marienmünster op kasteel Oldenburg zetelend, Graafschap Schwalenburg; in de 13e eeuw werd de stadskerk gebouwd. Het verkreeg omstreeks 1260 stadsrechten. Het graafschap, dat oorspronkelijk o.a. Bad Pyrmont had omvat, verviel in de 14e en 15e eeuw door de noodzaak, grondgebied te verkopen en door het uitsterven van het grafelijk geslacht uiteindelijk aan de adellijke geslachten Zur Lippe en Waldeck-Pyrmont.  Het kasteel Schwalenberg is in de 20e eeuw als erfpachtgoed in gebruik geweest bij verwanten van de Nederlandse Prins Bernhard (leden van het geslacht Zur Lippe-Biesterfeld). Het gebied kwam uiteindelijk te liggen in het Graafschap Lippe.

Graafschap Lippe in 1580; rechts Schwalenberg (gearceerd)

Graaf Simon VI van Lippe was zelf van het lutheranisme tot het calvinisme bekeerd, en voerde deze richting van het protestantse christendom in 1602 ook in zijn graafschap als staatsgodsdienst in (met de stad Lemgo, die luthers bleef, als uitzondering).
Als gevolg hiervan zijn in het voormalige graafschap Lippe, en dus ook in de gemeente Kalletal, de meeste christenen  lid van (en dus ook de kerkgebouwen in gebruik bij)  de, calvinistisch georiënteerde, Evangelisch-reformierte Kirche.  Het graafschap ging later op in het Vorstendom Lippe en vanaf 1871 in het Duitse Keizerrijk. Een belangrijke minderheid van de christenen in de gemeente, vooral nazaten van uit de Sovjet-Unie gevluchte of verdreven christenen van Duitse afkomst, zgn. Russlanddeutsche, behoort tot een aan de mennonieten verwante geloofsrichting met de naam Mennonitische Brüdergemeinde.
Van circa 1890 tot circa 1925 was Schwalenberg geliefd als kunstenaarskolonie. Met name schilders (van wie Robert Kämmerer-Rohrig de laatste en de bekendste was) maakten er graag schetsen van het pittoreske, door de moderne tijd nog niet beïnvloede stadje, en bleven er ook enige tijd logeren. Werken van meer dan regionaal kunsthistorisch belang leverde dit helaas niet op. 
Op 5 april 1945, aan het eind van de Tweede Wereldoorlog, liep Schwalenberg zware schade op bij een gevecht tussen Duitse en vanuit het westen oprukkende Amerikaanse, beide over tanks en andere artillerie, beschikkende legereenheden. Gelukkig bleef het aantal slachtoffers bij deze gevechtshandelingen beperkt.  De dag daarop werd het plaatsje door de geallieerden ingenomen. 
In de loop van de 19e eeuw, nadat Schieder in 1872 een spoorwegstation had gekregen, ontstond rondom Schieder een belangrijke industrie van houten meubelen. Een groot concern in deze branche was Schieder Möbel Holding, dat rond het jaar 2000 korte tijd (wereldwijd) meer dan 10.000 personeelsleden had. In 2007 ging dit grote bedrijf failliet.
Tijdens de Koude Oorlog, tussen 1963 en 1994, bevond zich op het in de gemeente gelegen hoogveengebied de Mörth een legerplaats waar het 328ste squadron van de Nederlandse luchtmacht, alwaar men een batterij HAWK mobiele luchtraketten onderhield. Het voormalige militaire terrein is inmiddels geheel aan de natuur teruggegeven. De gebouwen en de wegen zijn af- en weggebroken, en het omringende Schwalenberger Wald heeft de restanten opgeslokt.

## Economie
De belangrijkste bedrijfstak in de -fraai tussen de heuvels van het Wezergebergte gelegen- gemeente is het toerisme. Het verblijfstoerisme is goed ontwikkeld (vakantiehuisjes en campings), en  de Schiedersee is een waterrecreatiecentrum, dat zelfs toeristen uit het buitenland aantrekt. De streek is ook rijk aan interessante kastelen en soortgelijke culturele bezienswaardigheden. 
Van belang, alhoewel na 2007 sterk in omvang afgenomen, is de meubelindustrie. Enkele kleine bedrijven, waarvan er één, onder de nog van de oude holding overgenomen merknaam IMS, ook te Beusichem in Nederland met een verkoopkantoor opereert, hebben delen van de productie van de in dat jaar failliet gegane grote meubelfabriek overgenomen. 
De gemeente kent voorts het gebruikelijke midden- en kleinbedrijf van plaatselijk en regionaal belang. De land- en bosbouw zijn van ondergeschikt belang. 

## Bezienswaardigheden, natuurschoon, toeristische attracties
- Kasteel Burg Schwalenberg, omgeven door een fraai park, ligt op een heuvel aan de rand van het stadje. Het is van binnen verdeeld in vakantie-appartementen.
- Het oude stadhuis van Schwalenberg (1579-1603); in 1907 werd in oude stijl een vleugel aangebouwd.
- Oude huizen, waaronder enkele in vakwerkstijl in het kleine, maar pittoreske centrum van Schwalenberg
- De gemeente maakt deel uit van het aan natuurschoon rijke Wezerbergland met vele mogelijkheden voor mountainbike-, fiets- en wandeltochten. Met name rond de 395 meter hoge Adamsberg, die in het Schwalenberger Wald ten noorden van Schwalenberg en ten oosten van Brakelsiek ligt,  zijn fraaie boswandelingen mogelijk.
- Veelzijdige recreatie- en watersportgelegenheid op de Schiedersee of Emmer(stau)see, een stuwmeertje in de Emmer, noordoostelijk van Schieder; in de periode 2010-2015 zijn hier uitgebreide voorzieningen voor de watersport, zoals een haventje, gerealiseerd, en is een camping met horecabedrijf en een vakantiehuisjespark aangelegd.
- In de gemeente kunnen belangstellenden cursussen in landschapsschilderen en aanverwante creatieve activiteiten volgen.
- Het evangelisch-gereformeerde kerkje van Wöbbel (herbouwd in 1699, toren uit de 12e-13e eeuw) met fraai, deels barok, interieur

## Afbeeldingen

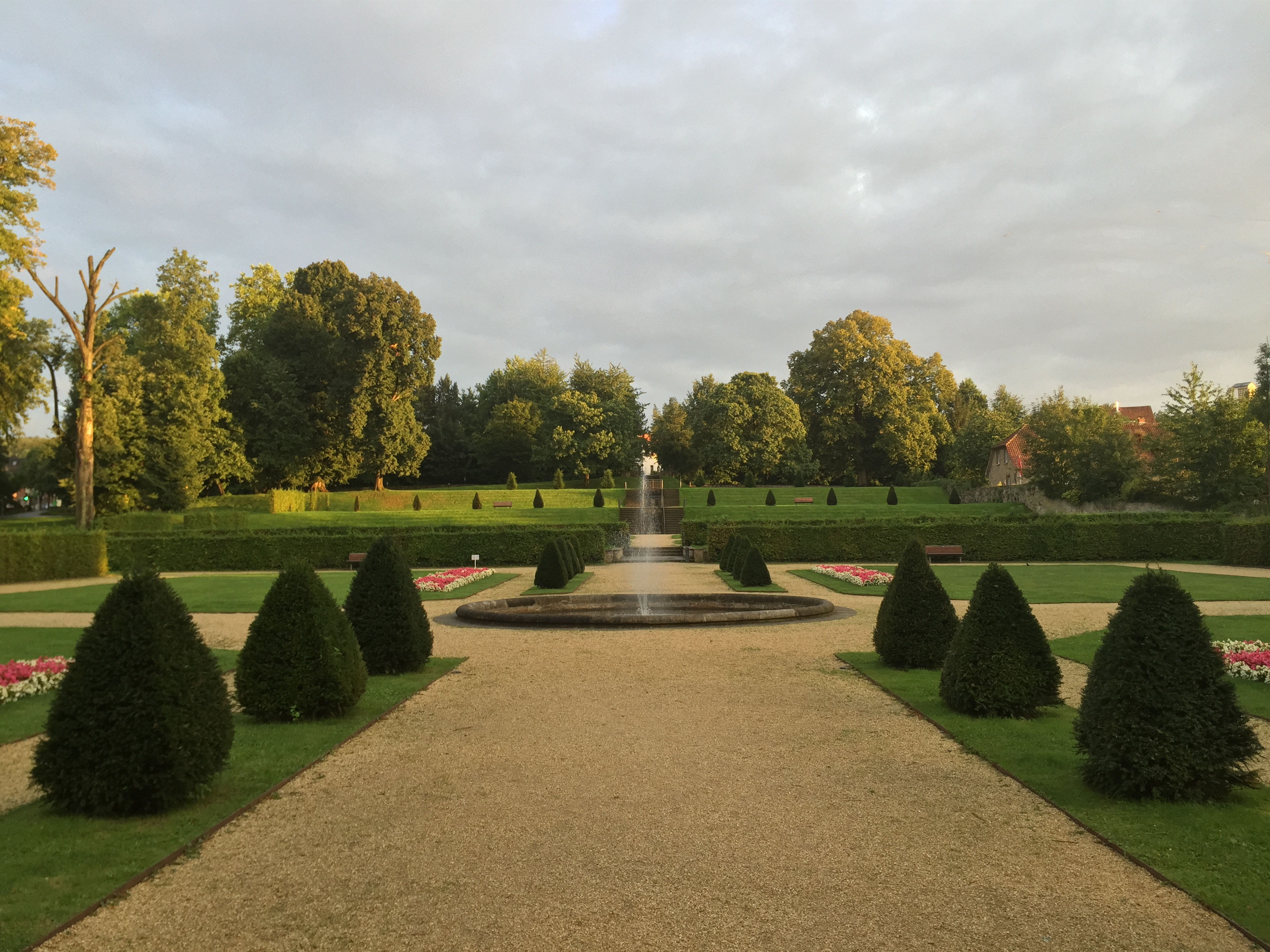
De slottuin van het kasteel van Schieder-Schwalenberg
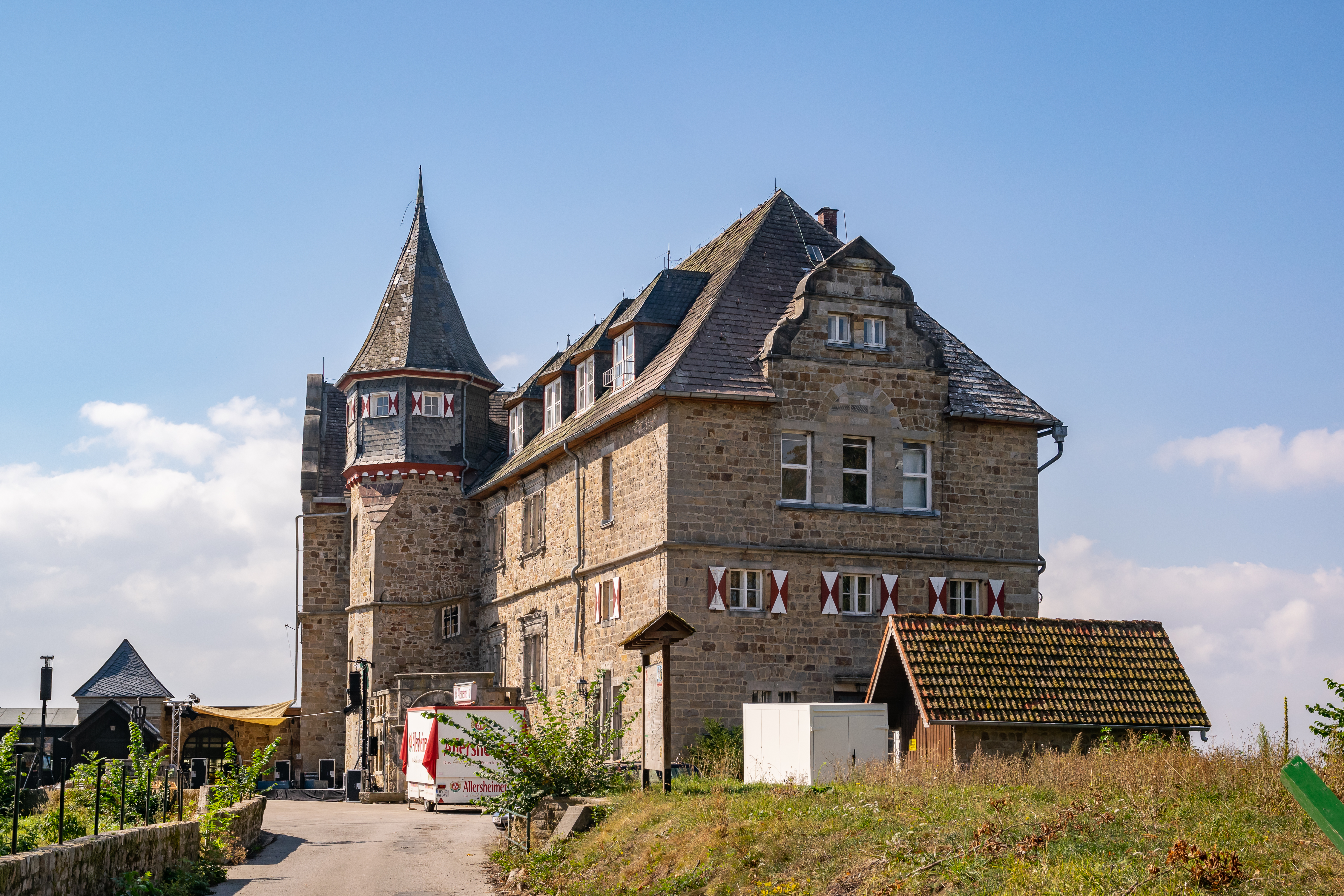
Kasteel Burg Schwalenberg
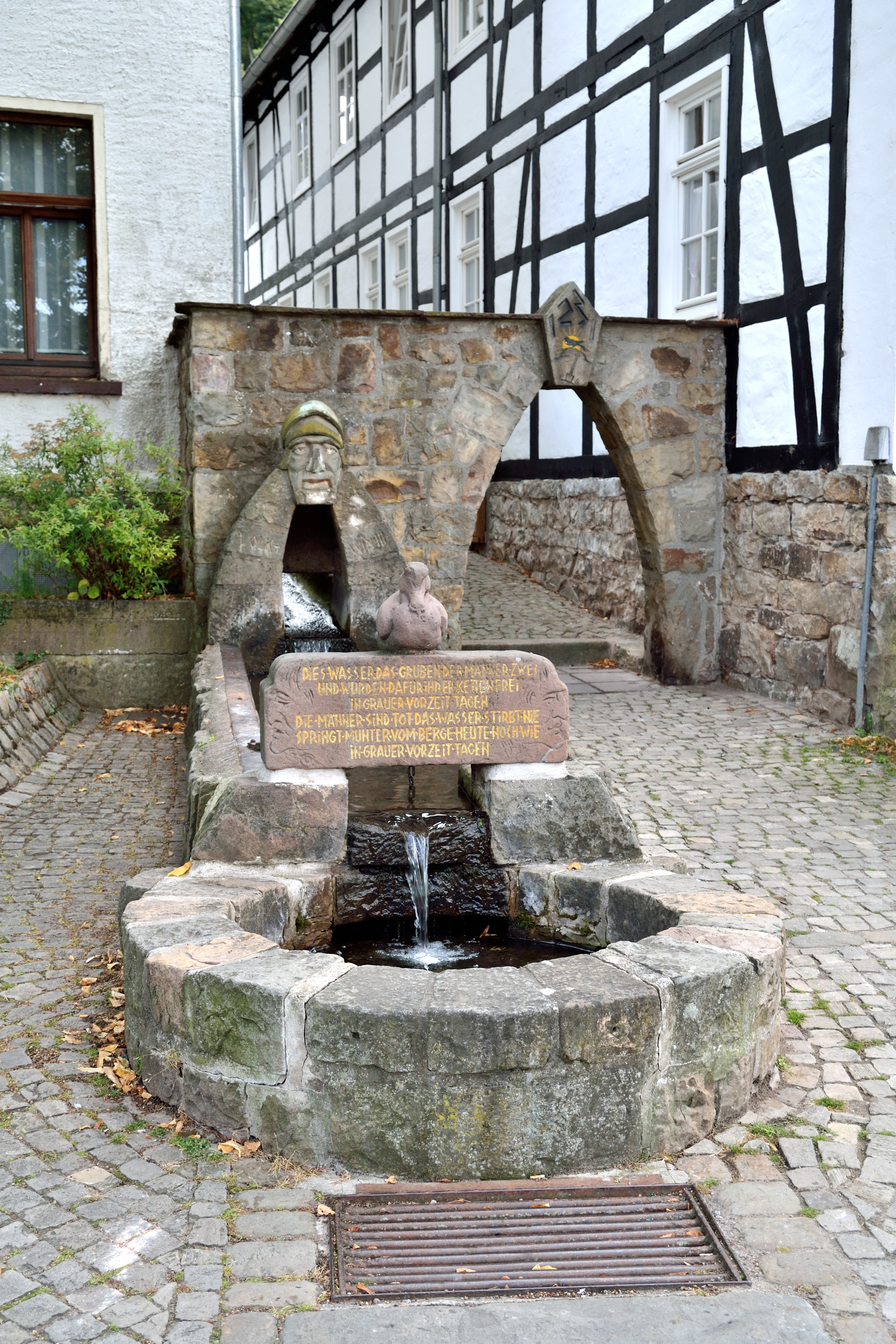
De Volkwin-fontein bij dit kasteel
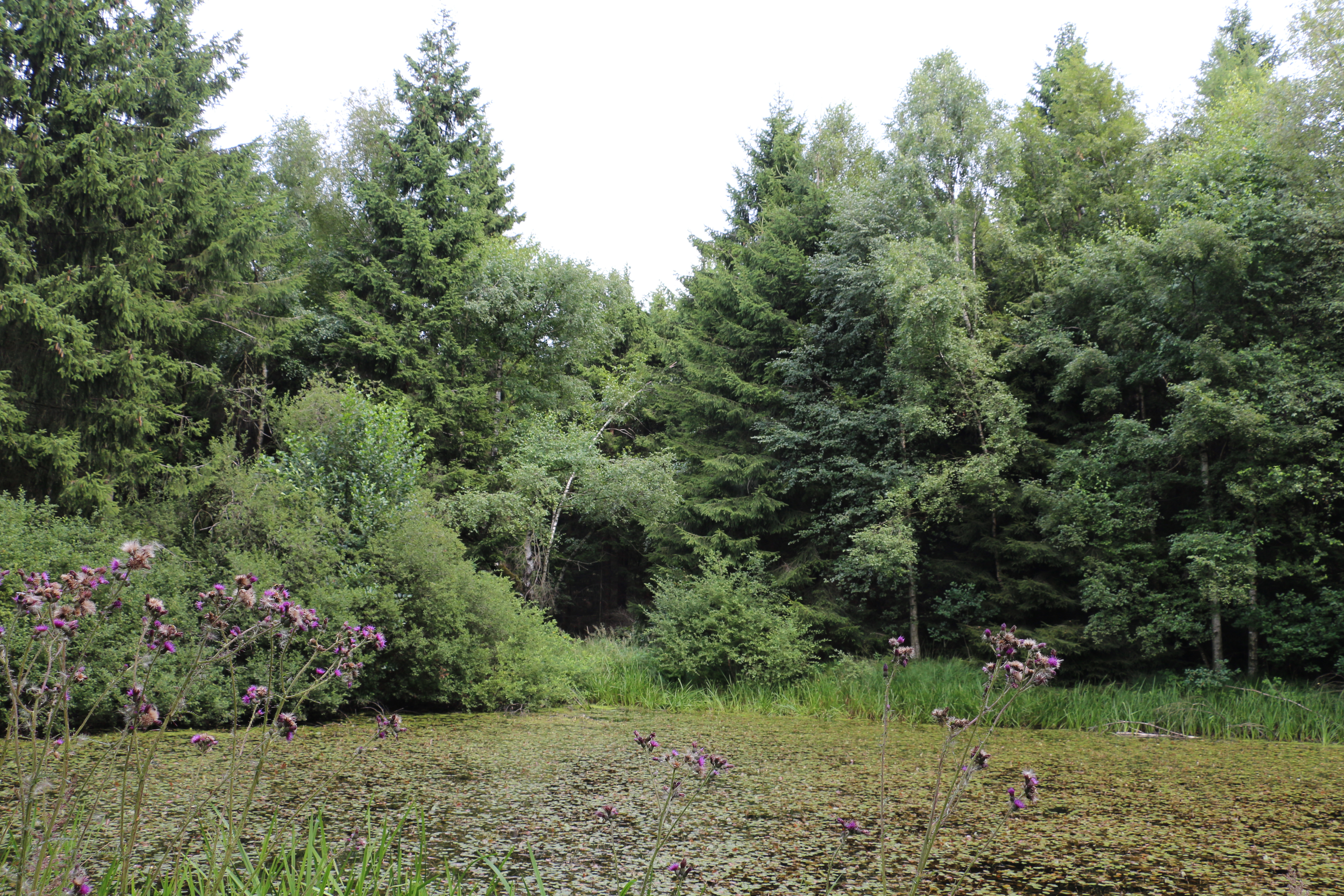
De Hemelsvijver in het veengebied Mörth in het Schwalenberger Wald ten N. van Schwalenberg
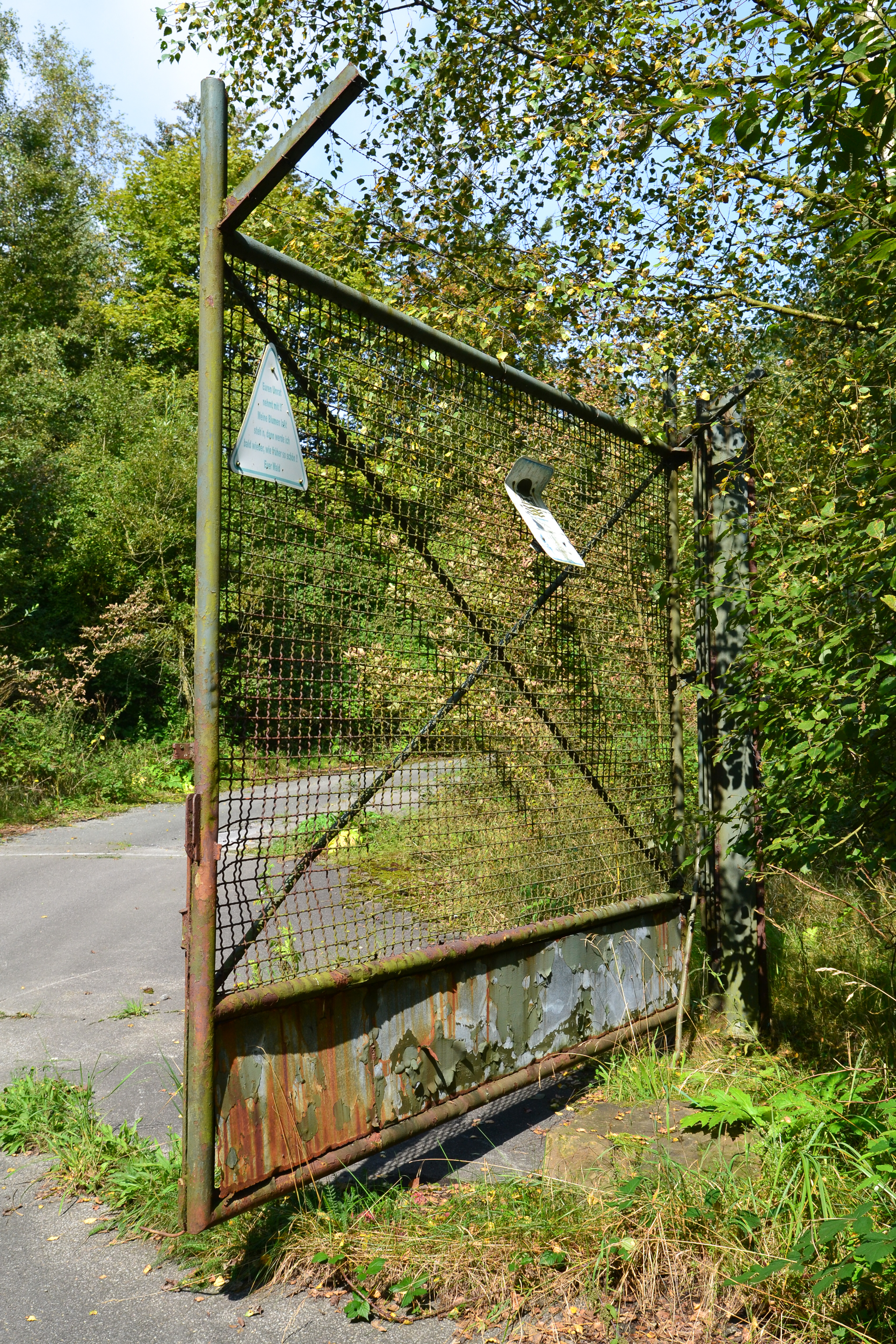
Restant voormalige legerplaats in het veengebied Mörth (2014)
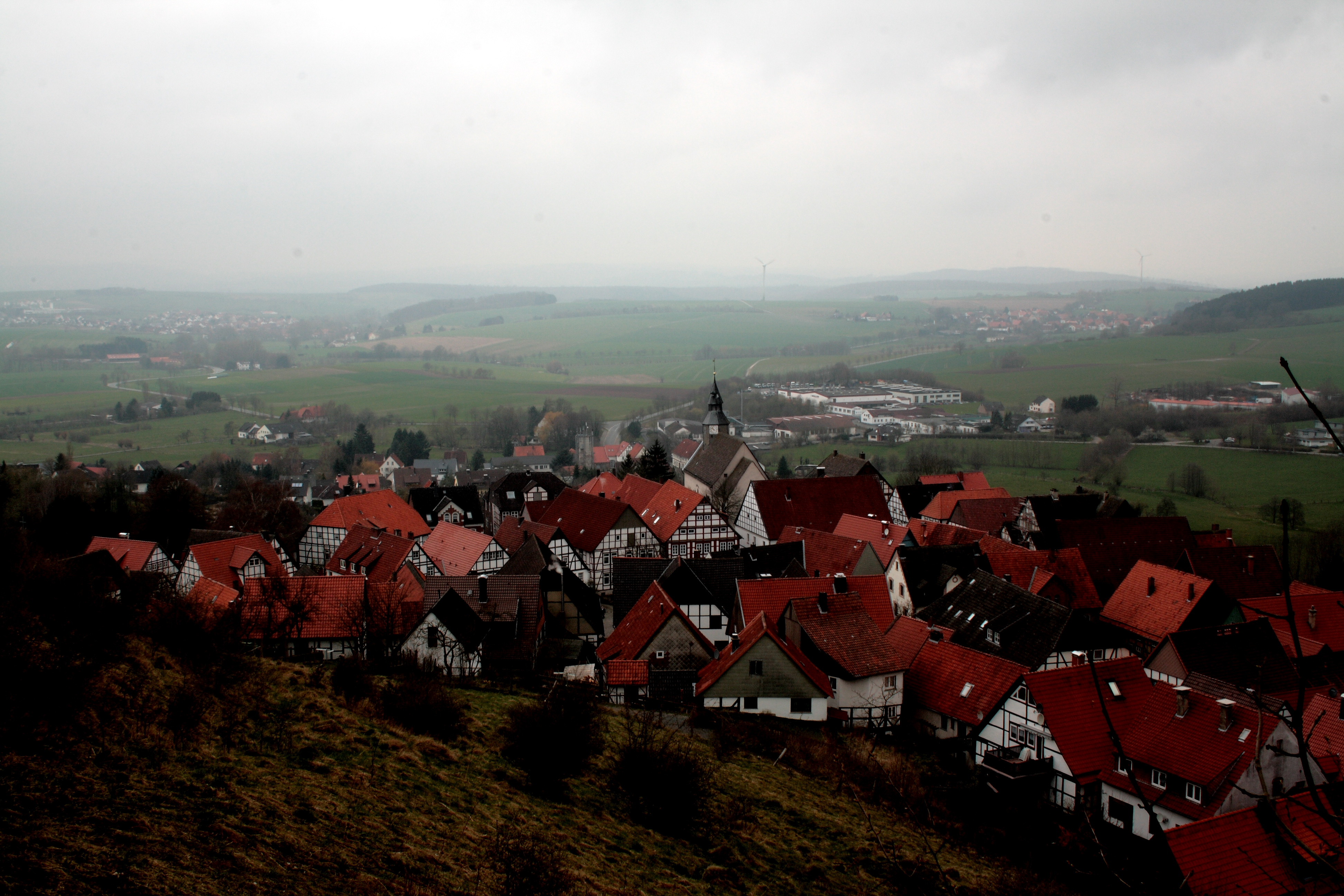
Gezicht op Schwalenberg
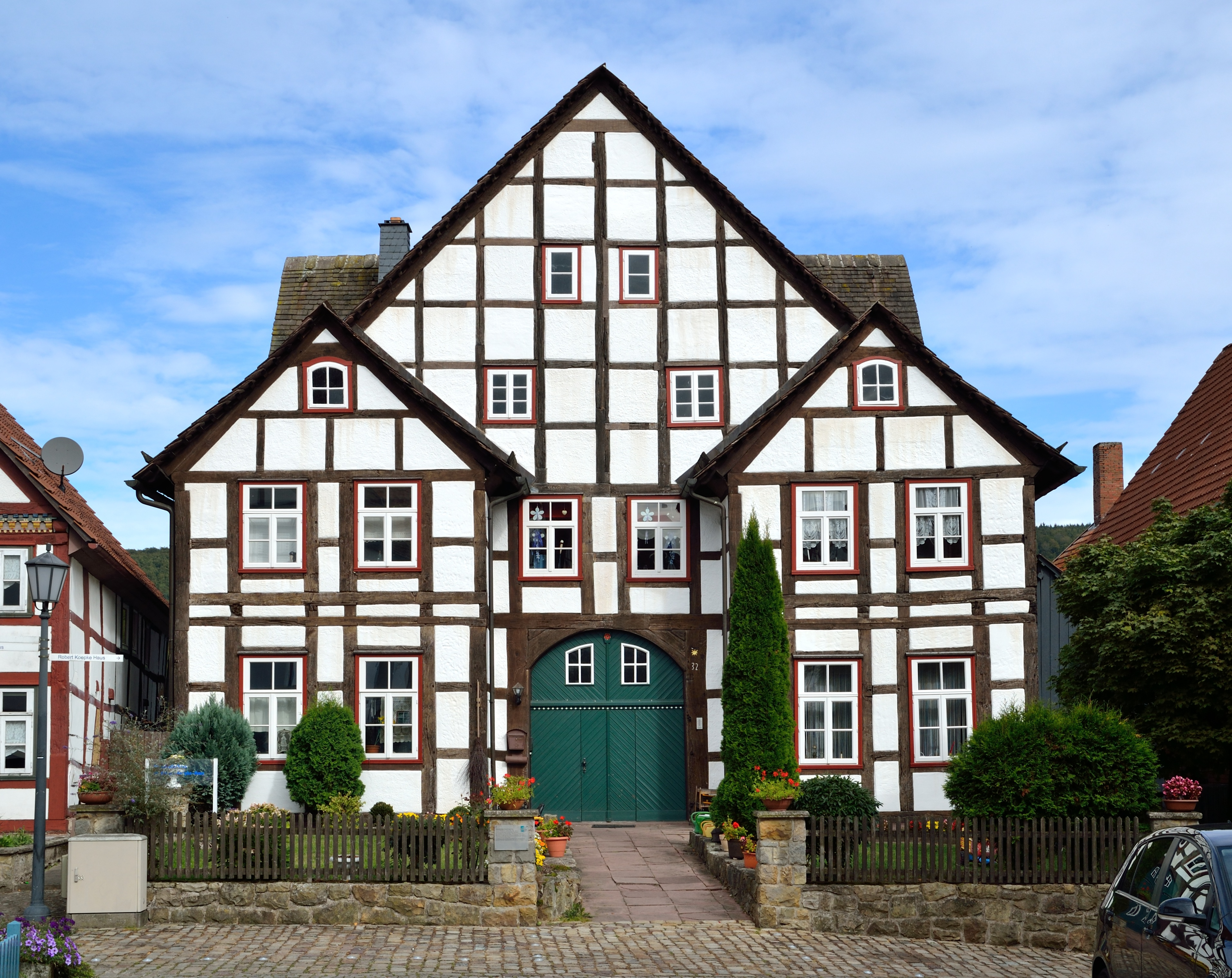
Vakwerkhuis aan de Marktstraße te Schwalenberg
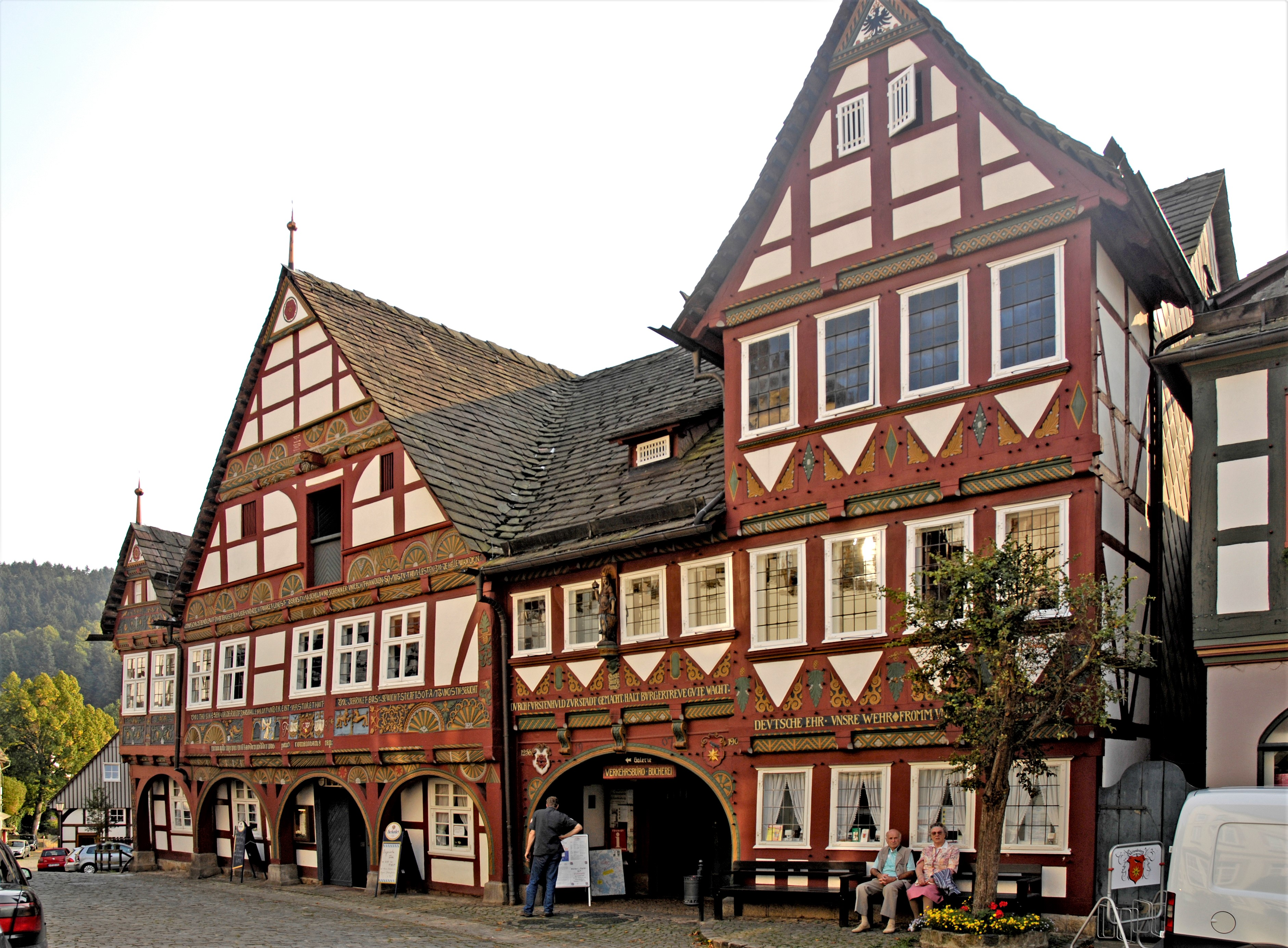
Gemeentehuis Schwalenberg
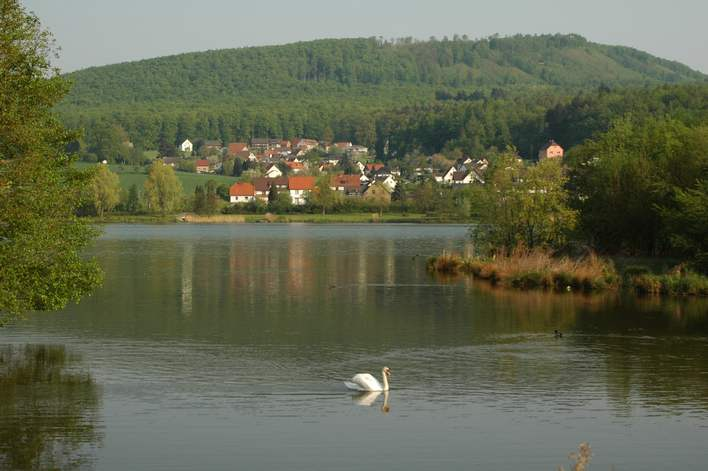
Schiedersee met gezicht op Glashütte
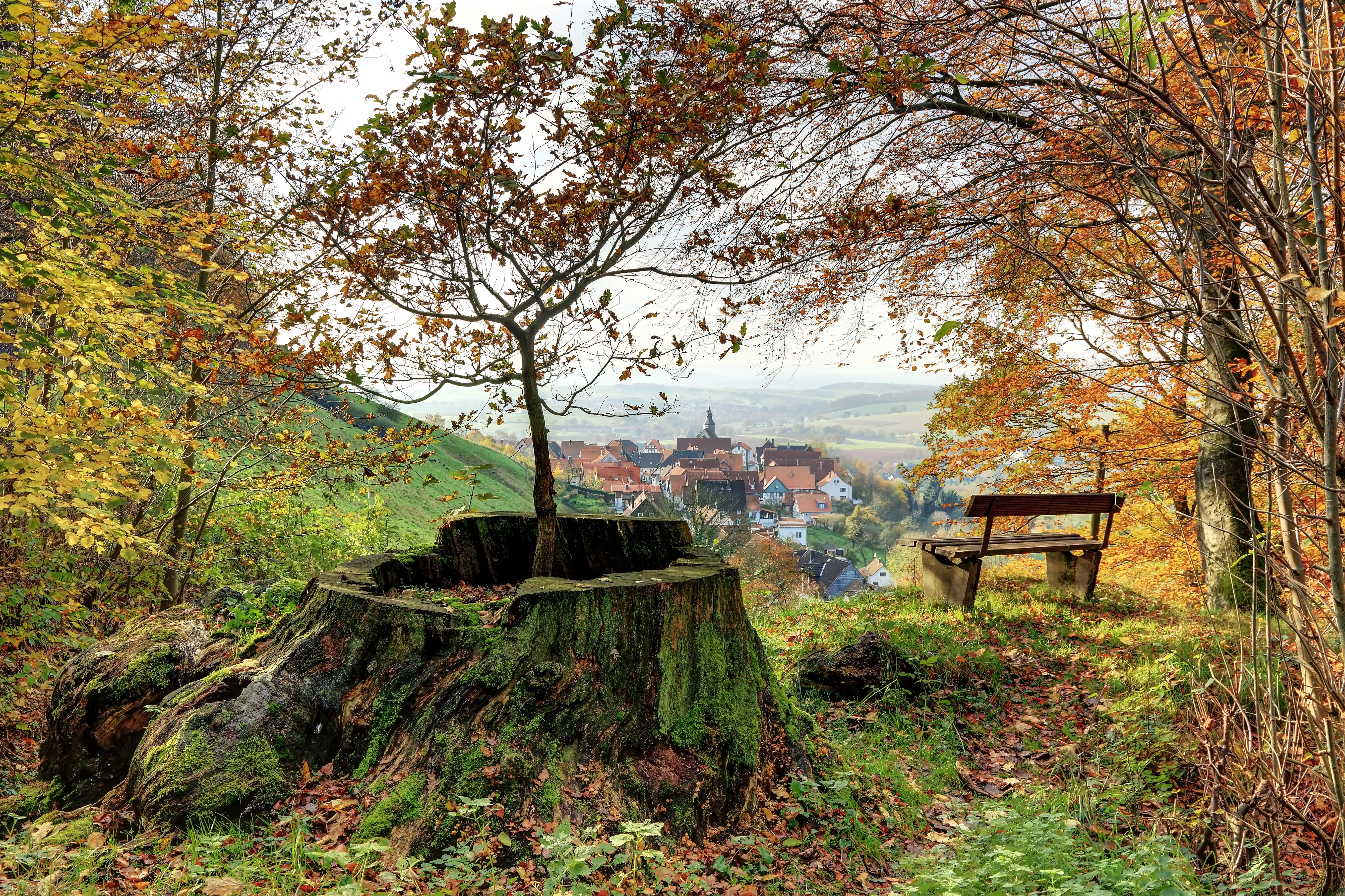
Uitzichtpunt bij de - in 2004 per abuis gevelde - Schilderseik (2014)
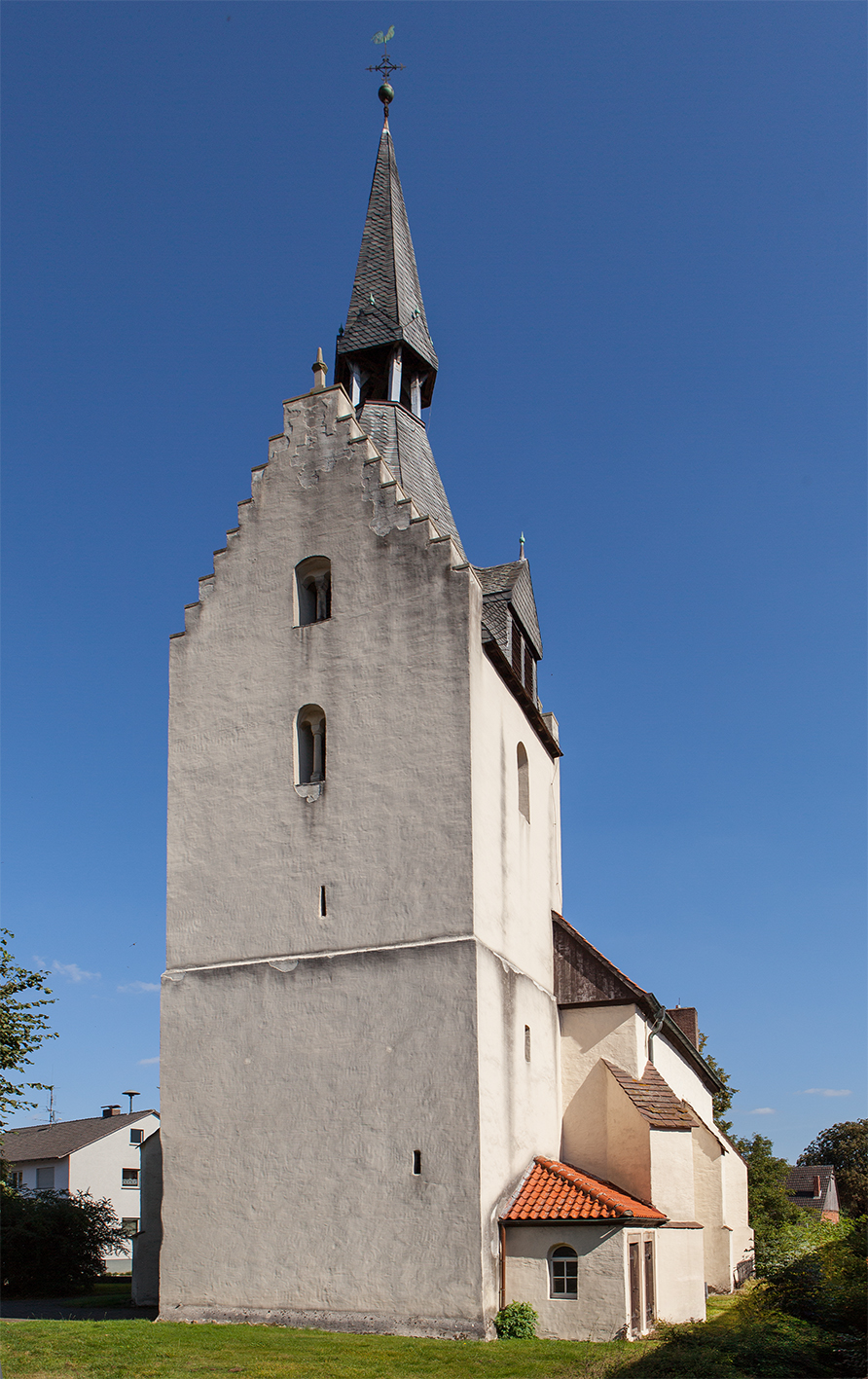
Kerkje van Wöbbel
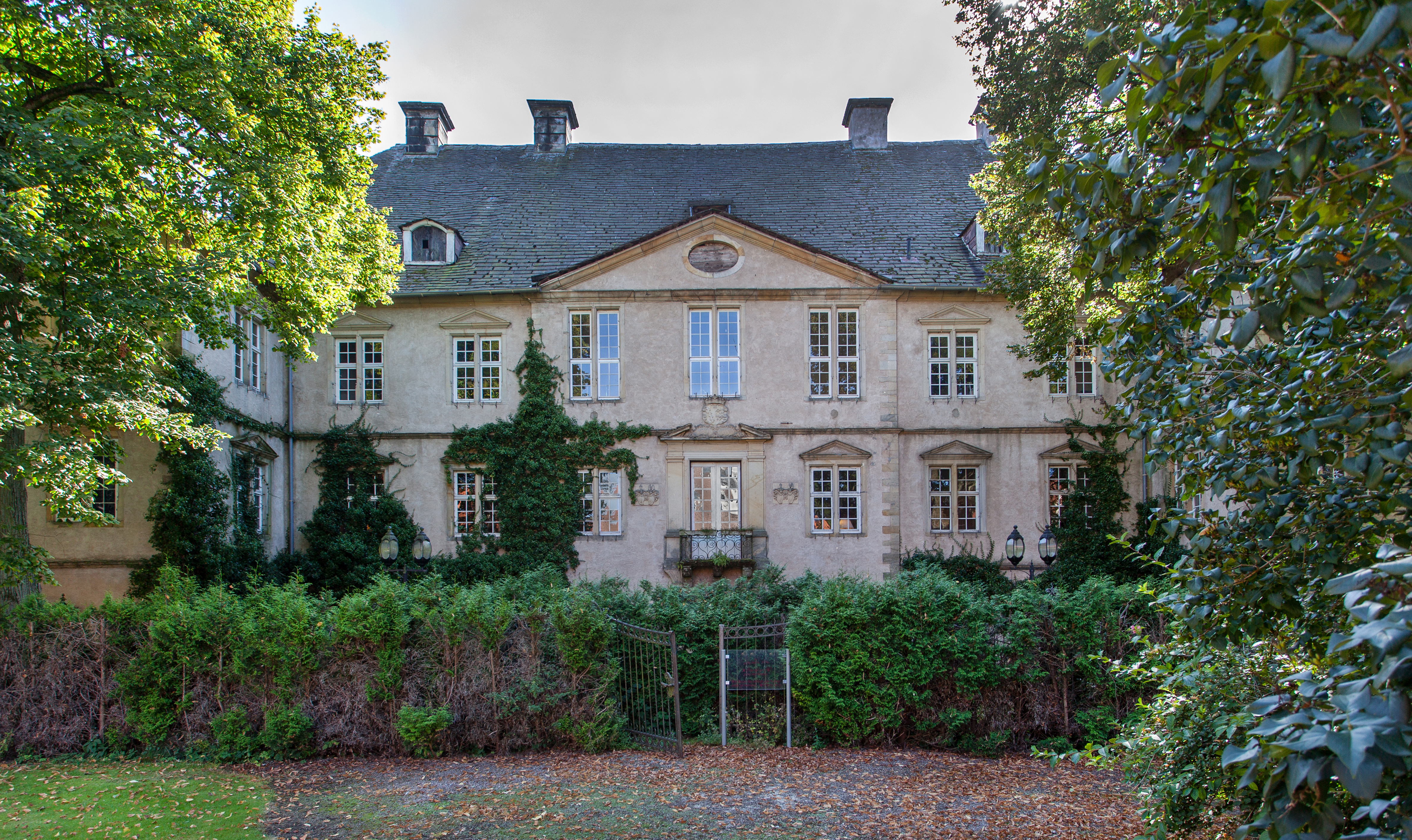
Kasteel Wöbbel
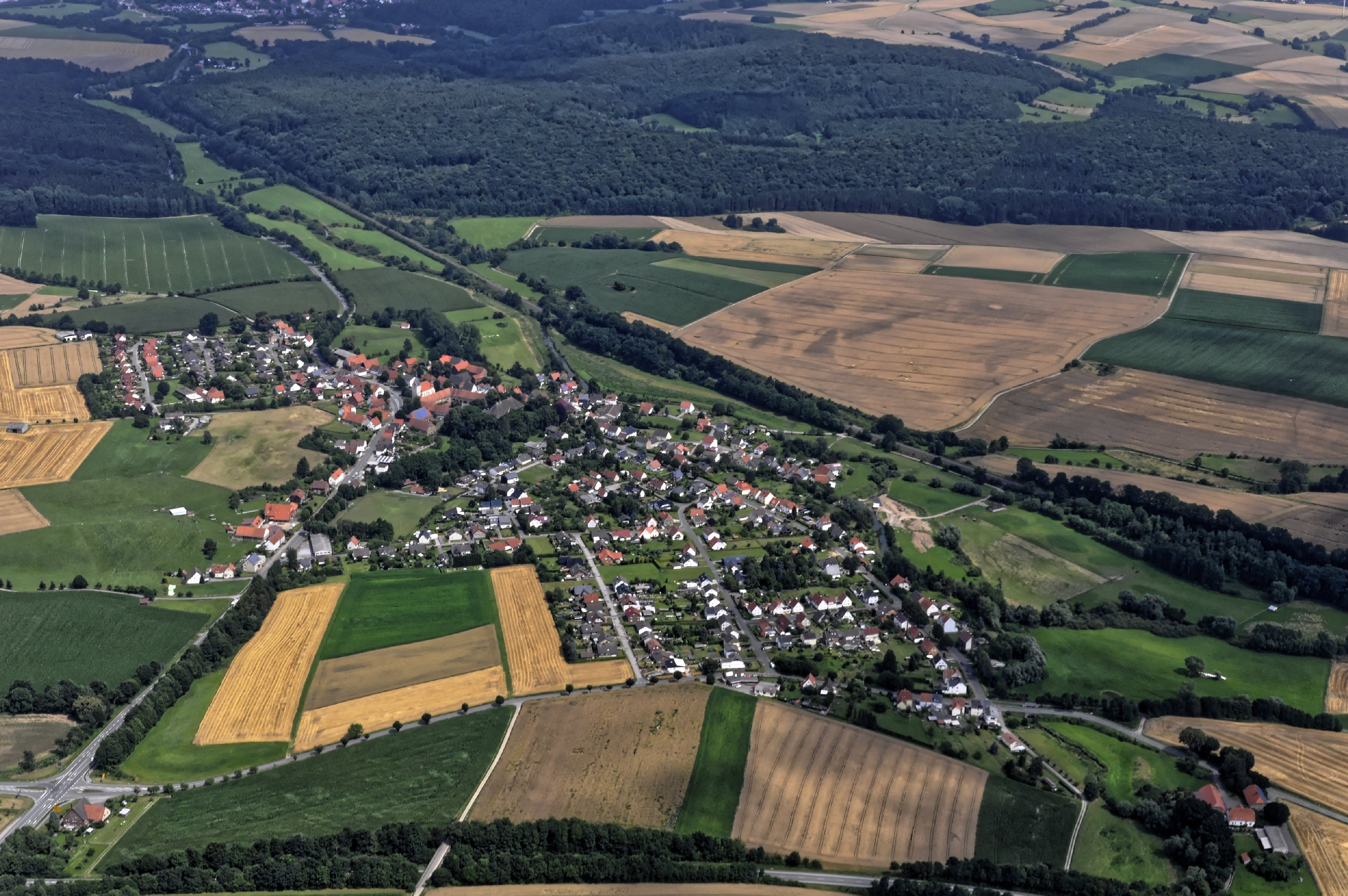
Luchtfoto van Wöbbel vanuit het westen

## Belangrijke personen in relatie tot de gemeente
- Emil Zeiß (* 2 juli 1833 in Stapelage bij Hörste, gemeente Lage; † 14 april 1910 in Schwalenberg), Duits dominee en een niet onverdienstelijk tekenaar en schilder[6]. Veel van zijn werk is in bezit van het Lippische Landesmuseum te Detmold.
- Robert Koepke (* 7. mei 1893 in Bremen; † 3 januari 1968 in Frankenburg, gem. Lilienthal), Duits kunstschilder en graficus, werkte van 1927 tot aan de Tweede Wereldoorlog vaak in en om Schwalenburg; in de gemeente Schieder-Schwalenberg is een klein museum naar hem genoemd.
- Robert Kämmerer-Rohrig (* 11 maart 1893 in Wahlershausen bij Kassel; † 19 januari 1977 in Schwalenberg), Duits kunstschilder
- Frank-Walter Steinmeier (Detmold, 5 januari 1956), politicus was o.a. bondsminister van Buitenlandse Zaken; sedert 2017 bondspresident, groeide op in het dorp Brakelsiek.

Augustdorf · Bad Salzuflen · Barntrup · Blomberg · Detmold · Dörentrup · Extertal · Horn-Bad Meinberg · Kalletal · Lage · Lemgo · Leopoldshöhe · Lügde · Oerlinghausen · Schieder-Schwalenberg · Schlangen